# Megaselia samoana
Megaselia samoana är en tvåvingeart som beskrevs av Borgmeier 1967. Megaselia samoana ingår i släktet Megaselia och familjen puckelflugor.
Artens utbredningsområde är Samoa. Inga underarter finns listade i Catalogue of Life.